# El xiquet de l'espina

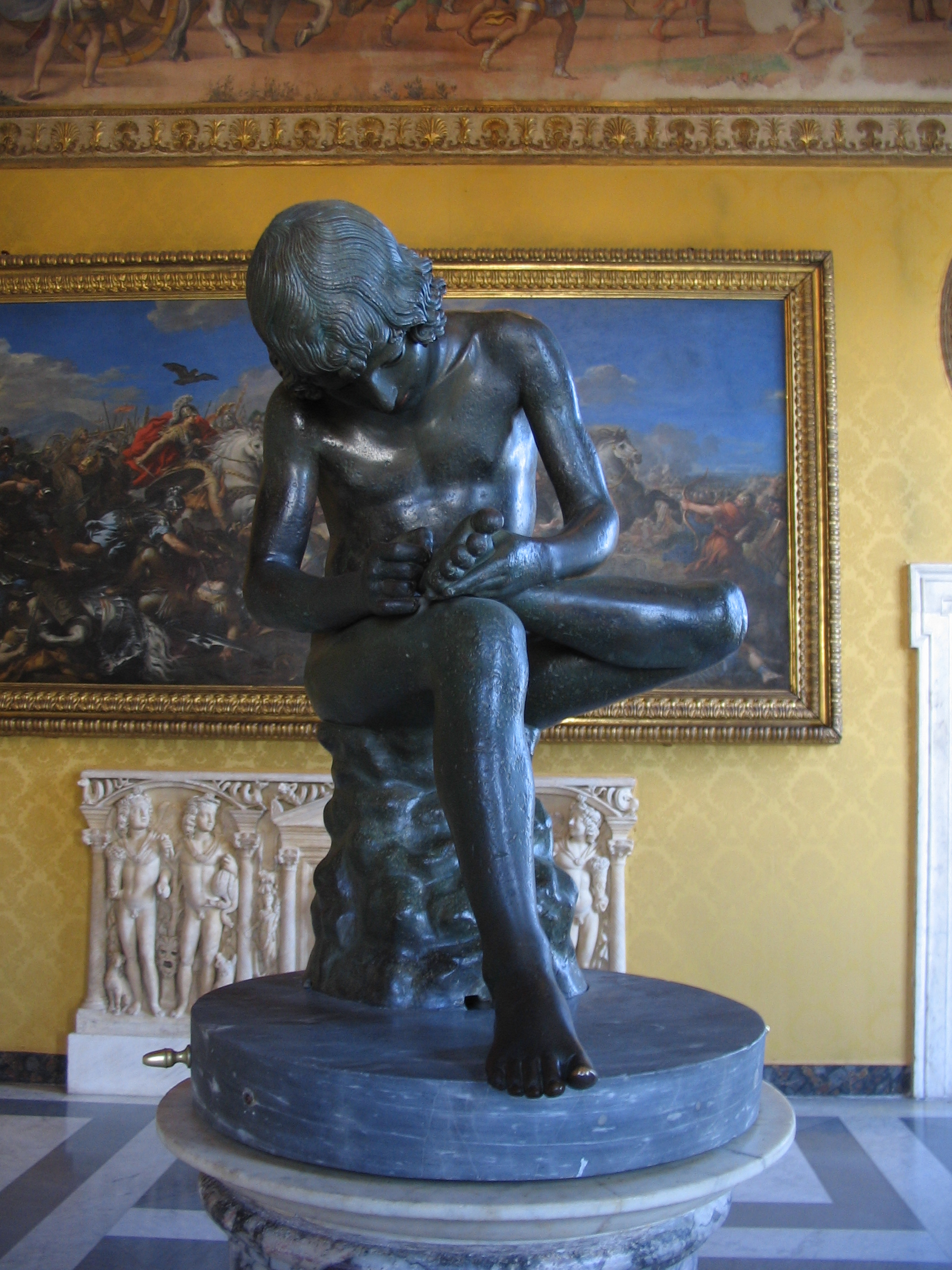
El xiquet de l'espina (Palau del Conservatori, Museu Capitolini)

El xiquet de l'espina, també anomenat Fedele (Fedelino) o Spinario, és una escultura de bronze hel·lenística grecoromana d'un xiquet traient-se una  punxa de la planta del peu, i va aparéixer al 300 abans de la nostra era al Capitoli romà. N'hi ha una versió romana en marbre, de les col·leccions dels Mèdici, en un corredor de la Galeria degli Uffizi, a Florència.

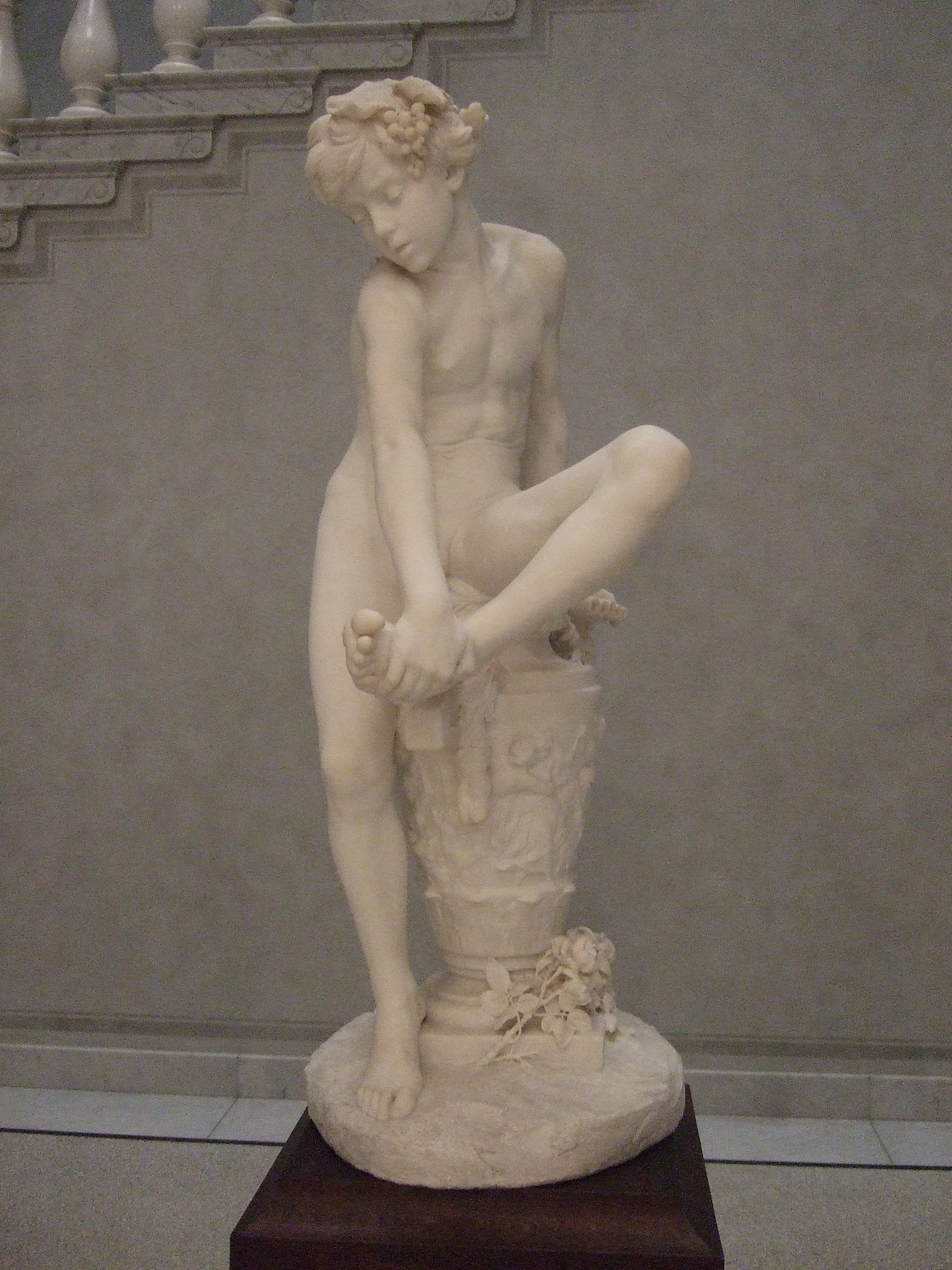
"Dornauszieher" ('llevant-se l'espina') per Gustav Eberlein, entre 1879 i 1885. Alte Nationalgalerie, Berlín

L'obra es trobava a l'exterior del Palau de Laterà quan el rabí navarrés Benjamí de Tudela va veure en la dècada del 1160 i la va identificar com Absalom, que "no tenia cap defecte des de la planta del peu fins al cim del cap". Va ser esmentada al voltant del 1200 pel visitant anglés, Magister Gregorius, que la remarcava en De mirabilibus urbis Romae i que ingènuament creia ser Priap.  Ha d'haver estat una de les escultures transferides per al Palau del Conservatori per Sixt IV en la dècada del 1470, tot i que no s'hi registràs fins al 1499-1500.
Al començament del Renaixement, fou celebrada per ser una de les primeres escultures romanes a ser copiada. N'hi ha  reduccions en bronze de Sever de Ravenna i Jacopo Buonaccolsi (anomenat "L'Antico" per les seues figures refinades i classicitzants). Buonaccolsi en feu una còpia per a Isabella d'Este al voltant del 1501 que hui es troba a la Galeria Estense, de Mòdena. El 1500, Antonello Gagini en feu una variant en grandària real per a una font de Messina, que deu ser la versió en bronze que ara resideix en el Metropolitan Museum of Art, de Nova York.

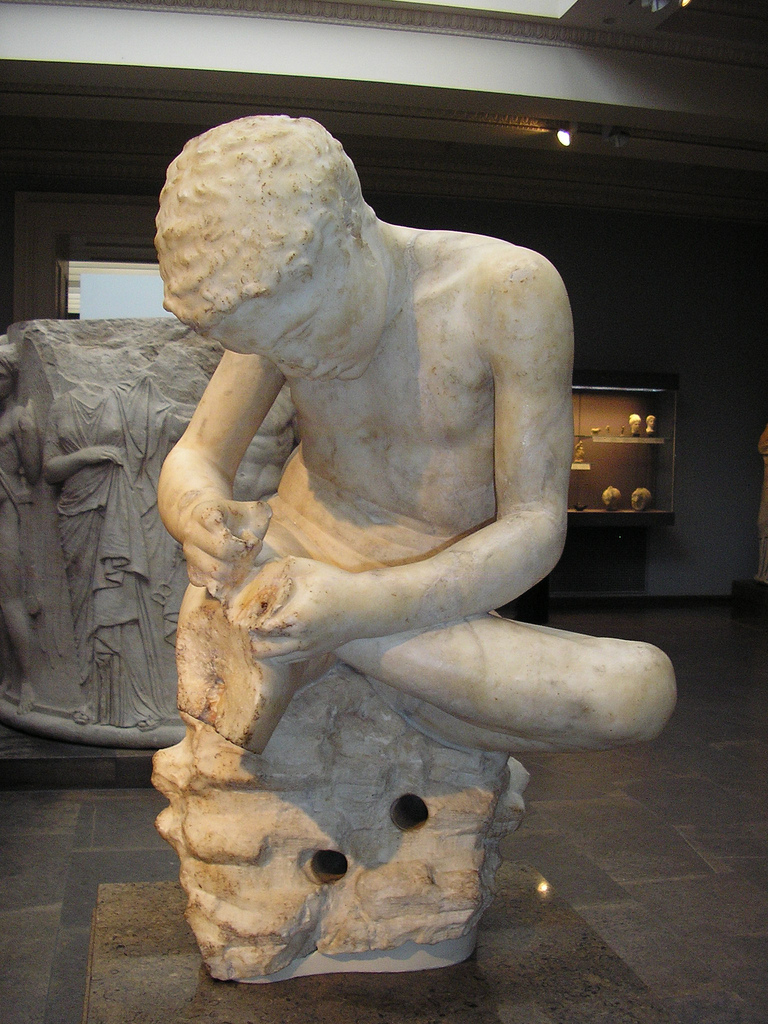
Marbre romà c. 25–50 dC, còpia de l'original hel·lenístic perdut del segle III ae del mateix tipus, de la col·lecció Castellani, Roma. Es diu que es trobà en l'Esquilí. La base de l'estàtua és treballada com una roca, amb un forat per a una aixeta de la font (ara al Museu Britànic)

El segle XVI, se'n feren còpies en bronze com a presents magnífics d'ambaixadors per als reis francés i espanyol. Francesc I de França en va rebre una versió d'Hipòlit II d'Este . La producció d'aquesta còpia la supervisaren Giovanni Fancelli i Jacopo Sansovino, i la transacció l'efectuà Benvenuto Cellini. Ara s'exposa al Museu del Louvre. Felip II en va rebre una còpia del cardenal Giovanni Ricci. El segle següent, Carles I manà fer-ne una de bronze a Hubert Le Sueur.
Una Natura morta amb Espinari de Pieter Claesz, del 1628, es conserva al Rijksmuseum.